# کوهستان ویرونگا
کوهستان ویرونگا (انگلیسی: Virunga Mountains)
نام مجموعه‌ای از آتشفشان‌ها است که در شرق آفریقا، قسمت‌های شمالی رواندا، جمهوری دموکراتیک کنگو، و اوگاندا قرار گرفته‌است. این رشته‌کوه با یک چین از رشته‌کوه آلبرتینی جدا می‌گردد. بیشتر اطراف دهانه‌های این آتشفشان‌ها را دریاچه‌هایی مانند، دریاچه ادوارد و دریاچه کیوو فرا گرفته‌اند. مرتفع‌ترین قله این رشته‌کوه آتشفشانی قله نیراگونگو با ارتفاع ۳٬۴۶۲ متر و قله نیاموراگیا با ارتفاع ۳٬۰۶۳ متر می‌باشند که در طول سال‌های ۲۰۰۶ و ۲۰۱۰ فتح شده‌اند. قله کاریزیمبی کترفع‌ترین قله رشته است که ارتفاعی در حدود ۴٬۵۰۷ متر دارد. قدیمی‌ترین قله این رشته‌کوه نیز قله سابینیو نام دارد که ارتفاع آن هم در حدود ۳٬۶۳۴ متر می‌باشد. در کوهستان ویرونگا انواع جانوران در خطر انقراضی چون گوریل کوهی یافت می‌شود که نسل آن به علت از بین رفتن زیستگاه و شکار غیرقانونی در حال نابودی است.